# Морбіо-Інферйоре
Морбіо-Інферйоре (італ. Morbio Inferiore) — громада  в Швейцарії в кантоні Тічино, округ Мендрізіо.

## Географія
Громада розташована на відстані близько 175 км на південний схід від Берна, 38 км на південь від Беллінцони.
Морбіо-Інферіоре має площу 2,3 км², з яких на 57,9% дозволяється будівництво (житлове та будівництво доріг), 20,2% використовуються в сільськогосподарських цілях, 19,3% зайнято лісами, 2,6% не є продуктивними (річки, льодовики або гори).

## Демографія
2019 року в громаді мешкало 4517 осіб (+0,2% порівняно з 2010 роком), іноземців було 24,6%. Густота населення становила 1999 осіб/км².
За віковим діапазоном населення розподілялося таким чином: 18,9% — особи молодші 20 років, 57,5% — особи у віці 20—64 років, 23,6% — особи у віці 65 років та старші. Було 2011 помешкань (у середньому 2,2 особи в помешканні).
Із загальної кількості 1777 працюючих 6 було зайнятих в первинному секторі, 299 — в обробній промисловості, 1472 — в галузі послуг.